# Torpedo Moskau/Europapokalstatistik
In diesem Artikel finden sich weiterführende Informationen über die Europapokalspiele des Fußballvereins Torpedo Moskau, die zweckmäßig zumeist nur in tabellarischer Form dargestellt werden können und die den Rahmen des Hauptartikels zu stark vergrößern würden. An entsprechender Stelle des Hauptartikels wird auf den Abschnitt dieser Datensammlung hingewiesen.

## Liste der Spiele
- UEFA Champions League (Europapokal der Landesmeister): 2 Teilnahmen
- Europapokal der Pokalsieger: 6 Teilnahmen
- UEFA Europa League (UEFA-Pokal): 10 Teilnahmen

| Saison  | Wettbewerb                    | Runde         | Gegner                  | Gesamt        | Hin     | Rück          |
| ------- | ----------------------------- | ------------- | ----------------------- | ------------- | ------- | ------------- |
| 1966/67 | Europapokal der Landesmeister | 1. Runde      | Inter Mailand           | 0:1           | 0:1 (A) | 0:0 (H)       |
| 1967/68 | Europapokal der Pokalsieger   | 1. Runde      | BSG Motor Zwickau       | 1:0           | 0:0 (H) | 1:0 (A)       |
| 1967/68 | Europapokal der Pokalsieger   | 2. Runde      | Spartak Trnava          | 6:1           | 3:0 (H) | 3:1 (A)       |
| 1967/68 | Europapokal der Pokalsieger   | Viertelfinale | Cardiff City            | 1:1 (ent 0:1) | 1:0 (H) | 0:1 n. V. (A) |
| 1969/70 | Europapokal der Pokalsieger   | 1. Runde      | SK Rapid Wien           | 1:1 (a)       | 0:0 (A) | 1:1 (H)       |
| 1973/74 | Europapokal der Pokalsieger   | 1. Runde      | Atlético Bilbao         | 0:2           | 0:0 (H) | 0:2 (A)       |
| 1975/76 | UEFA-Pokal                    | 1. Runde      | SSC Neapel              | 5:2           | 4:1 (H) | 1:1 (A)       |
| 1975/76 | UEFA-Pokal                    | 2. Runde      | Galatasaray Istanbul    | 7:2           | 4:2 (A) | 3:0 (H)       |
| 1975/76 | UEFA-Pokal                    | 3. Runde      | Dynamo Dresden          | 3:4           | 0:3 (A) | 3:1 (H)       |
| 1977/78 | Europapokal der Landesmeister | 1. Runde      | Benfica Lissabon        | 0:0 (elf 1:4) | 0:0 (A) | 0:0 (H)       |
| 1978/79 | UEFA-Pokal                    | 1. Runde      | Molde FK                | 7:3           | 4:0 (H) | 3:3 (A)       |
| 1978/79 | UEFA-Pokal                    | 2. Runde      | VfB Stuttgart           | 2:3           | 2:1 (H) | 0:2 (A)       |
| 1982/83 | Europapokal der Pokalsieger   | 1. Runde      | FC Bayern München       | 1:1 (a)       | 1:1 (H) | 0:0 (A)       |
| 1986/87 | Europapokal der Pokalsieger   | 1. Runde      | Haka Valkeakoski        | 5:3           | 2:2 (A) | 3:1 (H)       |
| 1986/87 | Europapokal der Pokalsieger   | 2. Runde      | VfB Stuttgart           | 7:3           | 2:0 (H) | 5:3 (A)       |
| 1986/87 | Europapokal der Pokalsieger   | Viertelfinale | Girondins Bordeaux      | 3:3 (a)       | 0:1 (A) | 3:2 (H)       |
| 1988/89 | UEFA-Pokal                    | 1. Runde      | Malmö FF                | 2:3           | 0:2 (A) | 2:1 n. V. (H) |
| 1989/90 | Europapokal der Pokalsieger   | 1. Runde      | Cork City               | 6:0           | 5:0 (H) | 1:0 (A)       |
| 1989/90 | Europapokal der Pokalsieger   | 2. Runde      | Grasshopper Club Zürich | 1:4           | 1:1 (H) | 0:3 (A)       |
| 1990/91 | UEFA-Pokal                    | 1. Runde      | GAIS Göteborg           | 5:2           | 4:1 (H) | 1:1 (A)       |
| 1990/91 | UEFA-Pokal                    | 2. Runde      | FC Sevilla              | 4:3           | 3:1 (H) | 1:2 (A)       |
| 1990/91 | UEFA-Pokal                    | 3. Runde      | AS Monaco               | 4:2           | 2:1 (H) | 2:1 (A)       |
| 1990/91 | UEFA-Pokal                    | Viertelfinale | Brøndby IF              | 1:1 (elf 2:4) | 1:0 (H) | 0:1 n. V. (A) |
| 1991/92 | UEFA-Pokal                    | 1. Runde      | Hallescher FC           | 4:2           | 1:2 (A) | 3:0 (H)       |
| 1991/92 | UEFA-Pokal                    | 2. Runde      | Sigma Olmütz            | 0:2           | 0:2 (A) | 0:0 (H)       |
| 1992/93 | UEFA-Pokal                    | 1. Runde      | Manchester United       | 0:0 (elf 4:3) | 0:0 (A) | 0:0 n. V. (H) |
| 1992/93 | UEFA-Pokal                    | 2. Runde      | Real Madrid             | 5:7           | 2:5 (A) | 3:2 (H)       |
| 1996/97 | UEFA-Pokal                    | Qualifikation | Hajduk Split            | 2:1           | 0:1 (A) | 2:0 (H)       |
| 1996/97 | UEFA-Pokal                    | 1. Runde      | Dinamo Tiflis           | 1:2           | 0:1 (H) | 1:1 (A)       |
| 2000/01 | UEFA-Pokal                    | 1. Runde      | Lausanne-Sports         | 2:5           | 2:3 (A) | 0:2 (H)       |
| 2001/02 | UEFA-Pokal                    | 1. Runde      | Ipswich Town            | 2:3           | 1:1 (A) | 1:2 (H)       |
| 2003/04 | UEFA-Pokal                    | Qualifikation | FC Domagnano            | 9:0           | 5:0 (H) | 4:0 (A)       |
| 2003/04 | UEFA-Pokal                    | 1. Runde      | ZSKA Sofia              | 2:2 (elf 3:2) | 1:1 (A) | 1:1 n. V. (H) |
| 2003/04 | UEFA-Pokal                    | 2. Runde      | FC Villarreal           | 1:2           | 0:2 (A) | 1:0 (H)       |

### Gesamtbilanz
Stand: 20. Februar 2022
| Wettbewerb                                       | Spiele | S  | U  | N  | T+  | T- |
| ------------------------------------------------ | ------ | -- | -- | -- | --- | -- |
| Europapokal der Landesmeister / Champions League | 04     | 0  | 03 | 01 | 0   | 01 |
| Europapokal der Pokalsieger                      | 23     | 10 | 08 | 05 | 032 | 20 |
| UEFA-Pokal / Europa League                       | 42     | 18 | 10 | 14 | 068 | 51 |
| Gesamt                                           | 69     | 28 | 21 | 20 | 100 | 72 |

## Weitere Statistiken

### Höchste Siege
(H) 5:0 gegen Cork City (1989/90) und FC Domagnano (2003/04)

(A) 4:0 gegen FC Domagnano (2003/04)

### Höchste Niederlagen
(H) 0:2 gegen Lausanne-Sports (2000/01)

(A) 2:5 gegen Real Madrid (1992/93)

(A) 0:3 gegen Dynamo Dresden (1975/76) und Grasshopper Club Zürich (1989/90)

### Auswärtstorregel und Elfmeterschießen
Dreimal scheiterte Torpedo Moskau aufgrund der Auswärtstorregel: 1969/70 gegen Rapid Wien, 1982/83 gegen Bayern München und 1986/87 gegen Girondins Bordeaux. Profitieren konnten die Schwarz-Weißen hingegen nie von dieser Regel.
In 4 Auseinandersetzungen entschied ein Elfmeterschießen über den Einzug in die nächste Runde. Während Torpedo bei den ersten beiden Versuchen scheiterte (1977/78 gegen Benfica Lissabon und 1990/91 gegen Brøndby IF), gewann man die beiden folgenden Vergleiche gegen Manchester United (1992/93) und ZSKA Sofia (2003/04).
In der Saison 1967/68, als noch kein Elfmeterschießen herangezogen wurde, musste nach einem 1:0 und einem 0:1 n. V. gegen Cardiff City ein Entscheidungsspiel über den Einzug in die nächste Runde ausgetragen werden, das 0:1 verloren wurde.

### Größte Erfolge
Die größten Erfolge erzielte Torpedo mit dem dreimaligen Viertelfinaleinzug: 1967/68 und 1986/87 im Europapokal der Pokalsieger sowie 1990/91 im UEFA-Pokal.
Dabei scheiterte die Mannschaft jeweils sehr unglücklich und wie im oberen Abschnitt bereits dargelegt: 1968 in einem Entscheidungsspiel gegen Cardiff City, 1987 durch die Auswärtstorregel gegen Girondins Bordeaux und 1991 im Elfmeterschießen gegen Brøndby IF.

### Weitere Besonderheiten
In der Saison 1975/76 besiegte Torpedo in der ersten Runde des UEFA-Pokals den italienischen Vizemeister SSC Neapel deutlich mit 4:1 und 1:1 und setzte sich auch in der zweiten Runde deutlich mit 4:2 und 3:0 gegen den türkischen Vizemeister Galatasaray Istanbul durch. In der dritten Runde unterlag Torpedo bei Dynamo Dresden mit 0:3, machte es nach einer schnellen 2:0-Führung im Rückspiel aber spannend.  Erst nach dem Gegentor durch Gert Heidler zum 2:1 in der 70. Minute schwanden die Hoffnungen und es reichte trotz eines weiteren Treffers von Anatolij Degtjarjow in der 81. Minute zum 3:1 nicht mehr.
Auf dem Weg zum Viertelfinaleinzug in der bereits erwähnten Saison 1986/87 im Cup der Pokalsieger setzte sich Torpedo in der zweiten Runde mit 2:0 und 5:3 gegen den VfB Stuttgart durch. Überragende Spieler bei Torpedo waren die Zwillingsbrüder Juri und Nikolai Sawitschew, die in beiden Spielen zusammen insgesamt jeweils 3 Treffer erzielten (jeweils einen im Hin- und zwei im Rückspiel) und somit entscheidenden Anteil am Erfolg Torpedos über eine Mannschaft hatten, bei der zu dieser Zeit keine Geringeren als die ehemaligen deutschen Nationalspieler Eike Immel, Guido Buchwald und Jürgen Klinsmann unter Vertrag standen.
Eine besondere Spielzeit war auch die UEFA-Pokal-Saison 1992/93, in der Torpedo es mit 2 der traditionsreichsten europäischen Vereine zu tun bekam: Nach zwei Nullnummern gegen Manchester United in der ersten Runde und einem 4:3-Sieg im Elfmeterschießen erzielte die Mannschaft in der zweiten Runde insgesamt 5 Tore gegen Real Madrid. Nach einem 2:5 in Madrid gelang im Rückspiel ein 3:2-Heimsieg gegen die „Königlichen“.
Nachdem Torpedo in 28 Europapokal-Heimspielen (mit 19 Siegen und 9 Remis) unbesiegt geblieben war, musste man sich erstmals im 29. Heimspiel der UEFA-Pokal-Saison 1996/97 durch einen Torwartfehler mit 0:1 gegen Dinamo Tiflis geschlagen geben.